# アルバート・カイプ市場

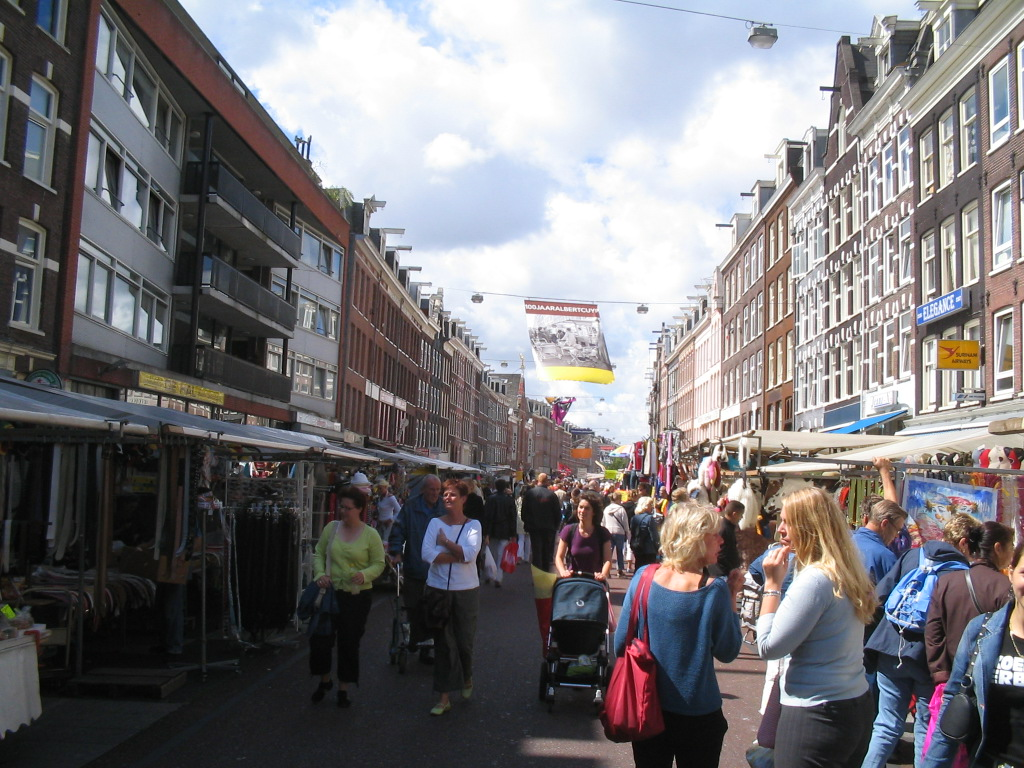
アルバート・カイプ通り

アルバート・カイプ市場（Albert Cuypmarkt）はオランダのアムステルダム市 南西区（Oud-Zuid）のアルバート・カイプ通り（Albert Cuypstraat）で行われる、オランダ最大規模の露天市場のこと。

## 概要
露天市場が開催されるのは、アルバート・カイプ通りの西端はFerdinand Bolstraat（トラム16,24系統のAlbert Cuypstraat停留所）と東端Van Woustraat（トラム4,25系統が走る道）までの間である。露天市場は週6日（月～土曜日）、朝9時ごろから夕方18時ごろまで開かれ、この間は完全に歩行者専用道路となる。野菜や果物といった食料品、衣料品や雑貨など日用品を扱う店が主に出展している。露天が出ているアルバート・カイプ通りの延長距離は、約600mである。

## 歴史
露天市場は1910年頃アムステルダム市当局によって開設された。この時、同時に開設された市場にはダッペル市場、リンデンフラハト市場、テン・カテ市場などがある。なお、最初は土曜午後のみの開催であった市が毎日開かれるようになったのは1912年のことである。
なお、通りの名は17世紀の画家アルバート・カイプに因んでいる。

## 交通アクセス
- トラム16,24系統 アルバート・カイプ停留所
- トラム4,25系統 Stadhouderskade停留所

## 近隣施設
- オランダ銀行（中央銀行）
- ハイネケン・エクスピリエンス （ビール博物館）
- Sarphatipark